# أوكسي بورينول
اوكسي بورينول (بالإنجليزية: Oxypurinol)‏ هو مثبط للـ كزانتين أوكسيداز. وهو مستقلب فعال للـ ألوبيورينول و تتم تصفيته كلوياً.سوف يتراكم هذا المستقلب في حالة الأمراض الكلوية إلى مستويات سمية.يسمح عمله كمثبط للـ كزانتين أوكسيداز على المساعدة في تثبيط إنتاج النقرس.